# کتاب‌های سانحه‌ای
کتاب‌های سانحه‌ای (انگلیسی: Disaster books) عنوان گونه‌ای از ژانر ادبی است. این ژانر به‌طور معمول همراه با شرح وقایعی منتج به حادثه و یا سانحه‌ای از بلایای طبیعی و اغلب بر اساس سوابق تاریخی یا گزارش شخصی بازماندگان است.